# Lista de imperadores mogóis

Selo Imperial da Índia Mogol

Os imperadores mogóis (ou Mughal) construíram e governaram o Império Mogol no subcontinente indiano, que corresponde principalmente aos países modernos da Índia, Paquistão, Afeganistão e Bangladesh. Os grão-mongóis começaram a governar partes da Índia a partir de 1526, e por volta de 1700 eles governaram a maior parte do subcontinente. Depois disso, eles declinaram rapidamente, mas governaram territórios nominalmente até a década de 1850. Os grão-mogóis foram um desdobramento da dinastia timúrida turco-Mongóis|mongol da Ásia Central. Seu fundador, Babur, um príncipe timúrida do vale de Fergana (no moderno Uzbequistão), era um descendente direto de Tamerlão (também conhecido como Timur) e era descendente direto de Gêngis Cã através do casamento de Tamerlão com uma princesa borjíguida.
Muitos dos últimos imperadores mogóis tiveram descendência indiana e persa significativa por meio de alianças matrimoniais, já que os imperadores nasceram de princesas persas e rajapute. Aquebar, por exemplo, era metade persa (sua mãe era persa), Jahangir era metade rajput e um quarto de persa, e Shah Jahan tinha três quartos de Rajput. 
Durante o reinado de Aurangzeb, o império, como a maior economia do mundo, valendo mais de 25% do PIB mundial, controlava quase todo o subcontinente indiano, estendendo-se de Chittagong no leste a Cabul e a região do Baluchistão no oeste, Caxemira (região) no norte até à bacia do rio Kaveri no sul. 
Sua população naquela época foi estimada entre 110 e 150 milhões (um quarto da população mundial), em um território de mais de 4 milhões de quilômetros quadrados. O poder mogol diminuiu rapidamente durante o século XVIII e o O último imperador, Bahadur Shah II, foi deposto em 1857, com o estabelecimento do Raj britânico. 

## Lista de imperadores
| Nome           | Nome de nascimento                               | Retrato                                   | Reinado                 | Reinado                 | Sucessão                | Vida                                            | Vida                                                           |
| -------------- | ------------------------------------------------ | ----------------------------------------- | ----------------------- | ----------------------- | ----------------------- | ----------------------------------------------- | -------------------------------------------------------------- |
| Babur          | Zahir-ud-din-Muhammad                            |                                           | 20 de julho de 1526     | 26 de dezembro de 1530  | Fundador do Império     | - 13 de fevereiro de 1483 - Andijã, Uzbequistão | - 26 de dezembro de 1530 - Agra, Índia - (47 anos)             |
| Humaium        | Nacir-ud-din-Muhammad-Humayum                    |                                           | 26 de dezembro de 1530  | 17 de maio de 1540      | Filho de Babur          | - 6 de março de 1508 - Cabul, Afeganistão       | - 27 de janeiro de 1556 - Deli, Índia - (47 anos)              |
| Humaium        | Nacir-ud-din-Muhammad-Humayum                    | Desposto pela Dinastia Suri (1540-1555)   |                         |                         | Filho de Babur          | - 6 de março de 1508 - Cabul, Afeganistão       | - 27 de janeiro de 1556 - Deli, Índia - (47 anos)              |
| Humaium        | Nacir-ud-din-Muhammad-Humayum                    | 22 de fevereiro de 1555                   | 27 de janeiro de 1556   |                         | Filho de Babur          | - 6 de março de 1508 - Cabul, Afeganistão       | - 27 de janeiro de 1556 - Deli, Índia - (47 anos)              |
| Aquebar        | Jalal-ud-din-Muhammad                            |                                           | 11 de fevereiro de 1556 | 27 de outubro de 1605   | Filho de Humaium        | - 23 de novembro de 1542 - Sinde, Paquistão     | - 27 de outubro de 1605 - Fatehpur Sikri, Agra - (63 anos)     |
| Jahangir       | Nur-ud-din Muhammad Salim                        |                                           | 3 de novembro de 1605   | 28 de outubro de 1627   | Filho de Aquebar        | - 31 de agosto de 1569 - Agra, Índia            | - 28 de outubro de 1627 - Jamu e Caxemira - (58 anos)          |
| Xariar         | Salef-ud-din Muhammad Sharyar                    |                                           | 28 de outubro de 1627   | 19 de janeiro de 1628   | Filho de Jahangir       | - 16 de janeiro de 1605 - Agra, Índia           | - 23 de janeiro de 1628 - Laore, Paquistão - (23 anos)         |
| Xariar         | Salef-ud-din Muhammad Sharyar                    | Usurpador, deposto em 1628                |                         |                         | Filho de Jahangir       | - 16 de janeiro de 1605 - Agra, Índia           | - 23 de janeiro de 1628 - Laore, Paquistão - (23 anos)         |
| Xá Jahan I     | Shahab-ud-din Muhammad Khuram                    |                                           | 19 de janeiro de 1628   | 31 de julho de 1658     | Irmão de Xariar         | - 5 de janeiro de 1592 - Laore, Paquistão       | - 22 de janeiro de 1666 - Agra, Índia - (74 anos)              |
| Xá Jahan I     | Shahab-ud-din Muhammad Khuram                    | Deposto em 1658, por                      |                         |                         | Irmão de Xariar         | - 5 de janeiro de 1592 - Laore, Paquistão       | - 22 de janeiro de 1666 - Agra, Índia - (74 anos)              |
| Alamgir I      | Muhy-ud-din Muhammad Aurangzeb                   |                                           | 31 de julho de 1658     | 3 de março de 1707      | Filho de Xá Jahan       | - 4 de novembro de 1618 - Guzerate, Índia       | - 3 de março de 1707 - Amadanagar, Índia - (88 anos)           |
| Maomé Azam Xá  | Qutb-ud-din Muhammad Azam                        |                                           | 14 de março de 1707     | 8 de junho de 1707      | Filho de Alamgir I      | - 28 de junho de 1653 - Burhanpur, Índia        | - 8 de junho de 1707 - Agra, Índia - (53 anos)                 |
| Badur I        | Qutb-ud-din Muhammad Mu'azzam Sha Alam           |                                           | 19 de junho de 1707     | 27 de fevereiro de 1712 | Irmão de Maomé Azam Xá  | - 14 de outubro de 1643 - Burhanpur, Índia      | - 27 de fevereiro de 1712 - Laore, Paquistão - (68 anos)       |
| Jaxandar Xá    | Mui'izz-ud-din Jahandar Shah Bahadur             |                                           | 27 de fevereiro de 1712 | 11 de fevereiro de 1713 | Filho de Badur I        | - 9 de maio de 1661 - Deccan, Índia             | - 12 de fevereiro de 1713 - Deli, Índia - (51 anos)            |
| Farrukhsiyar   | Farrukhsiyar                                     |                                           | 11 de janeiro de 1713   | 28 de fevereiro de 1719 | Sobrinho de Jaxandar Xá | - 20 de agosto de 1685 - Aurangabade, Índia     | - 19 de abril de 1719 - Deli, Índia - (33 anos)                |
| Rafi ud-Jarat  | Rafi ud-Jarat                                    |                                           | 28 de fevereiro de 1719 | 6 de junho de 1719      | Neto de Badur I         | - 1 de dezembro de 1699 - Índia                 | - 6 de junho de 1719 - Agra, Índia - (19 anos)                 |
| Xá Jahan II    | Rafi ud-Daulah                                   |                                           | 6 de junho de 1719      | 17 de setembro de 1719  | Neto de Badur I         | - Junho de 1696 - Índia                         | - 18 de setembro de 1719 - Agra, Índia - (23 anos)             |
| Maomé Xá       | Roshan Akhtar Bahadur                            |                                           | 27 de setembro de 1719  | 26 de abril de 1748     | Filho de Xá Jahan II    | - 7 de junho de 1702 - Ghazni, Afeganistão      | - 26 de abril de 1748 - Deli, Índia - (45 anos)                |
| Amade Xá Babur | Ahmad Shah Bahadur                               |                                           | 29 de abril de 1748     | 2 de junho de 1754      | Filho de Maomé Xá       | - 23 de dezembro de 1725 - Deli, Índia          | - 1 de janeiro de 1775 - Deli, Índia - (49 anos)               |
| Amade Xá Babur | Ahmad Shah Bahadur                               | Deposto                                   |                         |                         | Filho de Maomé Xá       | - 23 de dezembro de 1725 - Deli, Índia          | - 1 de janeiro de 1775 - Deli, Índia - (49 anos)               |
| Alamgir II     | Aziz-ud-din                                      |                                           | 3 de junho de 1754      | 29 de novembro de 1759  | Filho de Jaxandar Xá    | - 6 de junho de 1699 - Bahanpur, Índia          | - 29 de novembro de 1759 - Kotla Fateh Shah, Índia - (60 anos) |
| Xá Jahan III   | Muhi-ul-millat                                   |                                           | 10 de dezembro de 1759  | 10 de outubro de 1760   | Primo de Alamgir II     | - 1711 - Índia                                  | - 1772 - Índia - (60/61 anos)                                  |
| Xá Jahan III   | Muhi-ul-millat                                   | Deposto                                   |                         |                         | Primo de Alamgir II     | - 1711 - Índia                                  | - 1772 - Índia - (60/61 anos)                                  |
| Xá Alam II     | Ali Gauhar                                       |                                           | 10 de outubro de 1760   | 31 de julho de 1788     | Filho de Alamgir II     | - 25 de junho de 1728 - Deli, Índia             | - 19 de novembro de 1806 - Deli, Índia - (78 anos)             |
| Xá Alam II     | Ali Gauhar                                       | Primeiro reinado; Deposto                 |                         |                         | Filho de Alamgir II     | - 25 de junho de 1728 - Deli, Índia             | - 19 de novembro de 1806 - Deli, Índia - (78 anos)             |
| Xá Jahan IV    | Bidar Bakht Hammud Shah Jahan Bahadur Shah       |                                           | 31 de julho de 1788     | 11 de outubro de 1788   | Filho de Amade Xá Babur | - 1749 - Deli, Índia                            | - 1790 - Deli, Índia - (41 anos)                               |
| Xá Jahan IV    | Bidar Bakht Hammud Shah Jahan Bahadur Shah       | Golpista, deposto                         |                         |                         | Filho de Amade Xá Babur | - 1749 - Deli, Índia                            | - 1790 - Deli, Índia - (41 anos)                               |
| Xá Alam II     | Ali Gauhar                                       |                                           | 16 de outubro de 1788   | 19 de novembro de 1806  | Filho de Alamgir II     | - 25 de junho de 1728 - Deli, Índia             | - 19 de novembro de 1806 - Deli,Índia - (78 anos)              |
| Xá Alam II     | Ali Gauhar                                       | Segundo reinado                           |                         |                         | Filho de Alamgir II     | - 25 de junho de 1728 - Deli, Índia             | - 19 de novembro de 1806 - Deli,Índia - (78 anos)              |
| Aquebar Xá II  | Mirza Akbar                                      |                                           | 19 de novembro de 1806  | 28 de setembro de 1837  | Filho de Xá Alam        | - 22 de abril de 1760 - Mukundupur, Índia       | - 28 de setembro de 1837 - Deli, Índia - (77 anos)             |
| Badur Xá II    | Abu Zafar Sirajuddin Muhammad Bahadur Shah Zafar |                                           | 28 de setembro de 1837  | 21 de setembro de 1857  | Filho de Aquebar Xá II  | - 24 de outubro de 1775 - Deli, Índia           | - 7 de novembro de 1862 - Rangum, Birmânia Britânica           |
| Badur Xá II    | Abu Zafar Sirajuddin Muhammad Bahadur Shah Zafar | Deposto durante a Revolta Indiana de 1857 |                         |                         | Filho de Aquebar Xá II  | - 24 de outubro de 1775 - Deli, Índia           | - 7 de novembro de 1862 - Rangum, Birmânia Britânica           |